# سوزانا غونزاليس
سوزانا كونزاليس (بالإسبانية: Susana González)‏ ممثلة مكسيكية ولدت 2 تشرين الأول / أكتوبر 1973 اشتهرت في عدة أعمال ناجحة.
ولدت غونزاليس في (كاليرا- زاكاتيكاس- المكسيك)، وحصلت على أول دور بطولة لها عام (2002)م في مسلسل «بين الحب والكراهية»، ومن أعمالها التليفزيونية أيضاً: «نساء قاتلات» (2009)م، «العاطفة» (2007)م، «الجنس وأسرار أخرى» (2007)م، «شينانغو» (2007)م، «جروح الحب» (2006)م، «الحب لا يُقدر بثمن» (2005)م، «ندوب» (2005)م، «مستشفى بيزة» (2004)م، «قلوب إلى الحد» (2004)م، «الصمت» (2003)م، «من القلب إلى القلب» (2003)م، «شينانغو» (2002)، «روزاليندا» (1999)م، «ترنيمة عيد الميلاد» (1999).

## روابط خارجية
- سوزانا كونزاليس على موقع IMDb (الإنجليزية)
- سوزانا كونزاليس على موقع قاعدة بيانات الفيلم (الإنجليزية)
- سوزانا كونزاليس على موقع كينوبويسك (الروسية)